# Roisel
Roisel – miejscowość i gmina we Francji, w regionie Hauts-de-France, w departamencie Somma.
Według danych na rok 2011 gminę zamieszkiwało 1756 osób, a gęstość zaludnienia wynosiła 173 osoby/km² (wśród 2293 gmin Pikardii Roisel plasuje się na 141. miejscu pod względem liczby ludności, natomiast pod względem powierzchni na miejscu 442.).